# A Good Day to Die Hard
A Good Day to Die Hard är en amerikansk actionfilm som hade biopremiär i USA den 14 februari 2013, i regi av John Moore, med Bruce Willis, Jai Courtney, Sebastian Koch och Mary Elizabeth Winstead i rollerna. Filmen är den femte i Die Hard-serien.

## Handling
John McClanes (Bruce Willis) son hamnar i trubbel i Moskva och John reser dit för att hjälpa honom. Väl där uppdagas en terroristplan och återigen måste McClane motvilligt ge sig in i leken.

## Rollista
| Bruce Willis            | – John McClane |
| Jai Courtney            | – Jack McClane |
| Sebastian Koch          | – Komarov      |
| Mary Elizabeth Winstead | – Lucy         |
| Yuliya Snigir           | – Irina        |
| Rasha Bukvic            | – Alik         |
| Cole Hauser             | – Collins      |
| Amaury Nolasco          | – Murphy       |
| Sergei Kolesnikov       | – Chagarin     |
| Roman Luknár            | – Anton        |

## Mottagande
Filmen fick dåliga betyg av både filmkritiker och biopublik. Sveriges television kallar filmen för överdriven och charmlös. Svenska dagbladet kallar den för en "hjärndöd actionfilm". Filmen har en rankning på 16 procent positiva recensioner på Rotten Tomatoes.

## Om filmen
- Filmen hade Sverigepremiär den 14 februari 2013.[8]